# سوزان پلسمن
سوزان پلسمن (انگلیسی: Suzanne Plesman؛ زادهٔ ۲۳ اکتبر ۱۹۷۱) ورزشکار هاکی روی چمن اهل پادشاهی هلند است.
وی در مسابقات کشوری و بین‌المللی در مجموع برندهٔ ۱ مدال طلا، ۱ مدال برنز شده‌است.